# Ordre de Quetzalcoatl
 (juin 2015).
Si vous disposez d'ouvrages ou d'articles de référence ou si vous connaissez des sites web de qualité traitant du thème abordé ici, merci de compléter l'article en donnant les références utiles à sa vérifiabilité et en les liant à la section « Notes et références ».
L'Ordre de Quetzalcoatl (Order of Quetzalcoatl), familièrement connu sous le nom de « Q », est un ordre paramaçonnique américain. Il est essentiellement philanthropique  et sa contribution principale va vers des fonds de transport pour des hôpitaux Shriners.
Il recrute parmi les shriners émérites.

## Généralités

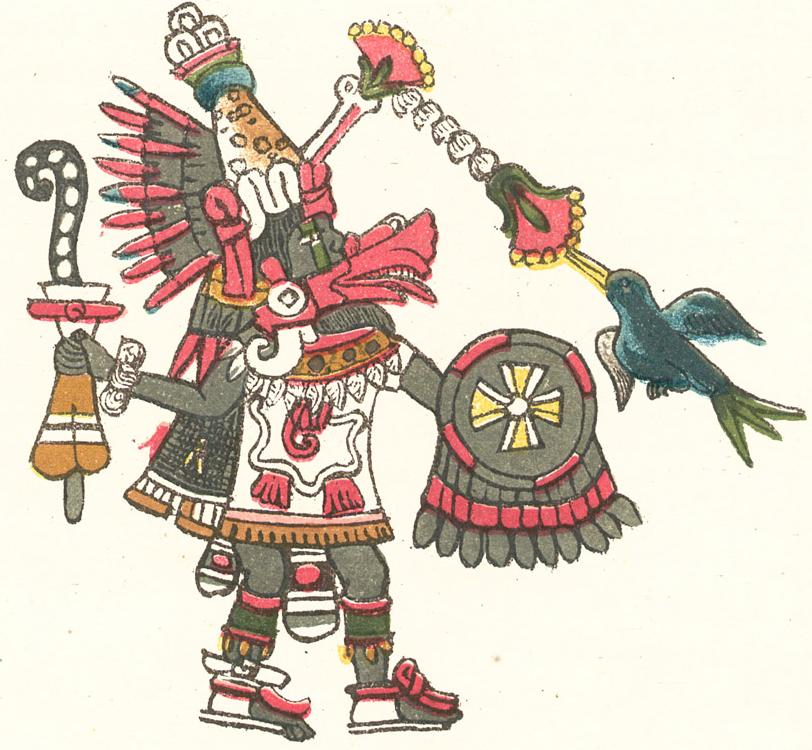

L'ordre, qui a été fondé le 14 mars 1945 par Arthur J. Elian, prend son nom du dieu aztèque Quetzalcóatl.  
Ses chapitres (appelés teocalli, en nahuatl « maison d'un dieu ») sont situés aux États-Unis, au Canada, au Mexique, et au Panama. 
L'ordre dérive sa terminologie du nahuatl, et ses rituels  sont tirés de rituel aztèque et de la légende authentique de Quetzalcóatl, y compris l'utilisation du tambour de guerre de teponaztl et de la boisson sacrée, le pulque.
C'est le seul ordre d'origine américaine qui, sur les principes maçonniques de l'amour fraternel, retrace la vie de Quetzalcoatl et dépeint la lutte éternelle entre les forces du bien et du mal.